# Mutiny Within
I Mutiny Within sono una band metal formatasi nel 2002 dal bassista Andrew Jacobs. Inizialmente dedito a cover del celebre gruppo death metal melodico Children of Bodom, i Mutiny Within si sono da allora creati un proprio repertorio.
Il gruppo ha cambiato spesso formazione prima di stabilizzarsi. Il fratello di Andrew, Brandon Jacobs, si è unito al gruppo assieme al batterista Bill Fore e il tastierista Drew Stavola. Il cantante fu l'oggetto di una ricerca durata a lungo. La soluzione venne notando Chris Clancy su Youtube; una volta contattato, gli venne proposto di unirsi alla formazione. Chris Clancy allora risiedeva in Inghilterra e postava dei video di demo alquanto ambiziosi (cover dei Queen, pezzi d'opera, ecc.). Il chitarrista Dan Bage è anch'egli originario del Regno Unito e si è unito ai Mutiny Whithin per ultimo.
Nel 2010, i Mutiny Whithin firmano un importante contratto per registrare un primo album, seguito da una tournée internazionale con l'etichetta discografica Roadrunner Records.
Il tour internazionale, appena sotto contratto della Roadrunner Records, tocca il Nordamerica, con il supporto degli svedesi Soilwork e gli statunitensi Death Angel fra il 14 luglio ed il 15 agosto 2010. Il batterista Bill Fore lascia la band pochi mesi dopo l'uscita del primo album e viene sostituito dal venticinquenne Chad Anthony.
Nel 2011 terminano il contratto con la Roadrunner Records e Andrew Stavola, e più tardi anche Christopher Clancy, escono dal gruppo. Ma il 31 gennaio 2012, la band pubblica sui social network i due brani In My Veins e Falls To Pieces come anteprima di un second album in preparazione. Il 5 luglio, Chris Clancy annuncia sulla sua pagina personale di Facebook che canterà lui nell'album. Il frutto del lavoro del gruppo, Mutiny Within II: Synchronicity, vede la luce il 12 gennaio 2013 e viene proposto per il download in versione digitale.

## Curiosità
La canzone Born To Win è usata dal wrestler della WWE Evan Bourne per annunciare la sua entrata sul ring. Roadrunner Records ha lanciato una demo della canzone Awake nell'album di compilation Annual Assault (2009).

## Formazione

### Formazione attuale
- Chris Clancy - voce (?-presente)
- Andrew Jacobs - basso (2002-presente)
- Daniel Bage - chitarra (?-presente)
- Brandon Jacobs - chitarra (?-presente)
- Bill Fore - batteria (?-presente)

### Ex componenti
- Drew Stavola - tastiera
- Chad Anthony - batteria
- Jeff Stewart - chitarra
- Luis Obregon - chitarra
- Samus - batteria

## Album
- Mutiny Within (2010)
- Mutiny Within II: Synchronicity (2013)
- Origins (2017)